# هاياتو ميتشييوي
هاياتو ميتشييوي (باليابانية: 道上 隼人) (17 يونيو 1991 في أوساكا في اليابان – )؛ هو لاعب كرة قدم ياباني سابق كان يلعب كلاعب وسط.

## وصلات خارجية
- هاياتو ميتشييوي على موقع رابطة كرة القدم اليابانية للمحترفين (اليابانية)
- هاياتو ميتشييوي على موقع قاعدة بيانات كرة القدم.إي يو (الإنجليزية)
- هاياتو ميتشييوي على موقع Soccerway.com (الإنجليزية)
- هاياتو ميتشييوي على موقع عالم كرة القدم.نت (الإنجليزية)